# Distel (Manet)

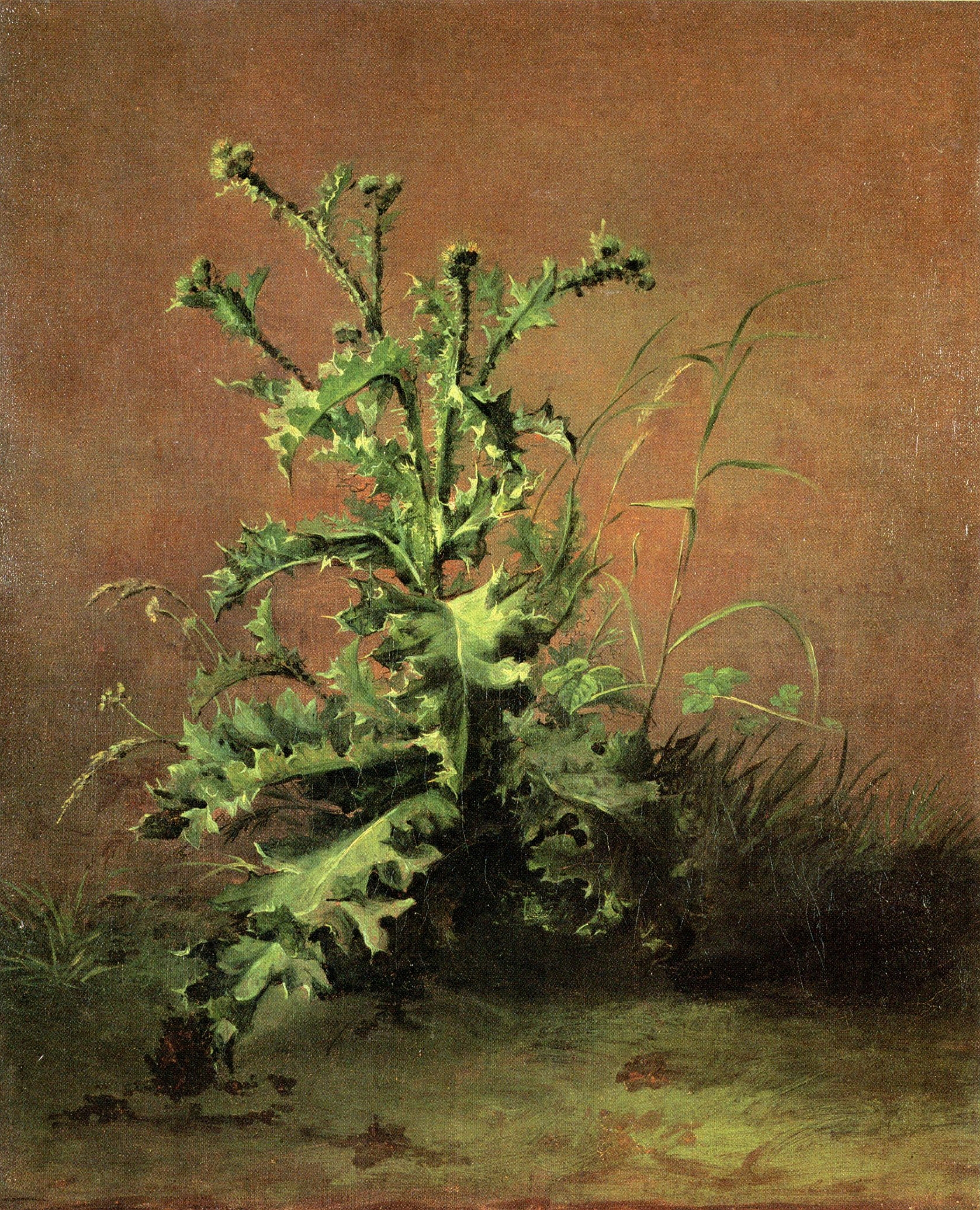
Distel
Édouard Manet, 1858–1860 oder 1880
65 × 54 cm
Öl auf Leinwand
Von der Heydt-Museum, Wuppertal

Distel oder Die Distel (französisch: Chardons oder Chardon) ist ein Gemälde des französischen Malers Édouard Manet. Das 65 × 54 cm große, in Öl auf Leinwand gemalte Bild zeigt eine etwa lebensgroße Distel mit umgebenden Gräsern in Nahsicht vor einem nahezu monochromen Hintergrund. Kunsthistoriker kamen zu sehr unterschiedlichen Datierungen des Bildes, das mal dem Frühwerk und mal dem Spätwerk des Malers zugeordnet wird. Das Gemälde gehört zur Sammlung des Von der Heydt-Museums in Wuppertal.

## Bildbeschreibung
Manet verbindet in diesem Bild die Gattungen Stillleben und Landschaftsbild. Im Zentrum des Bildes steht eine aus der Erde gewachsene aufragende Distel. Mit großem Detailreichtum hat Manet die zu allen Seiten ragenden gewellten grünen Blätter mit ihren dornigen Spitzen gemalt. Auf der Oberseite dieser Blätter finden sich hellere Grüntöne, die auf eine Lichtquelle von oben hindeuten. An den oberen Trieben befinden sich die Blütenkörbe mit einzelnen kleinen rötlichen Blättern. Zu beiden Seiten der Pflanze sind jeweils bis zum Bildrand verschiedene Gräser gemalt, deren zarte Gestalt ein Gegengewicht zur Bild dominierenden Distel darstellen. Der in Grün- und Brauntönen gemalte Vordergrund bildet eine unbestimmte Fläche, bei der es sich um grasbewachsenes Erdreich handeln könnte. Der Hintergrund ist nahezu monochrom in einem rotbraunen Ton gehalten. Das Gemälde ist weder signiert noch datiert.
Mit einer Höhe von 65 cm und einer Breite von 54 cm zeigt die Leinwand eine Distel etwa in Lebensgröße. Manet hat die Pflanze „in einer geradezu fotografisch anmutenden »Nahaufnahme« in Bodennähe dargestellt“, wie die Kunsthistorikerin Juliet Wilson-Bareau anmerkt. Sie führt weiter aus, die Distel sei vermutlich nach der Natur gemalt, und betont die starke Unmittelbarkeit, „als dränge die Pflanze aus der Leinwand heraus in den Raum des Betrachters“. Die Autorin Christiane Lange lobt die „atmosphärische Lebendigkeit“ des Bildes und sieht hierin einen Naturalismus, der „durch das Spiel von Licht und Schatten und die feine Abstufung der Grautöne“ erreicht wird.

## Datierung des Bildes
Bei der Datierung des Bildes kamen Kunsthistoriker zu sehr unterschiedlichen Einschätzungen. Das Von der Heydt-Museum, in dessen Besitz sich das Gemälde befindet, hat teilweise 1880 als Entstehungsjahr angegeben. Grund hierfür mag eine Beschriftung auf der Rückseite des Bildes sein, die von Suzanne Manet, der Frau des Malers, stammt. Die Beschriftung lautet „Je certifie que ce tableau de chardons est de mon mari fait à Bellevue 1880 Mme Édouard Manet“ (sinngemäß Ich bestätige, dass dieses Bild der Disteln von meinem Mann 1880 in Bellevue gemalt wurde, Madame Édouard Manet). Tatsächlich hielt sich Manet im Sommer 1880 zur Kur in Bellevue, einem Ortsteil von Meudon, auf. Dort malte er unter anderem einige Gartenansichten und Stillleben von Früchten. Für den zu dieser Zeit schon erheblich erkrankten Manet – ihn plagten Lähmungserscheinungen im Bein in Folge einer Syphilis-Erkrankung – könnte die mit einer Distel verbundene Symbolik von Schmerzen zur Motivwahl bewogen haben. 
Dem gegenüber stehen deutlich frühere Datierungen des Gemäldes. Manets Biograf Adolphe Tabarant hielt bereits 1931 die Aussage auf der Rückseite des Bildes für falsch. Er vermutete, das Gemälde Distel sei bereits um 1866 entstanden. Noch früher, auf 1858–1860, datierten Paul Jamot und Georges Wildenstein in ihrem Manet-Werkverzeichnis von 1932 das Bild. Dem schlossen sich später andere Autoren wie Denis Rouart und Daniel Wildenstein an, die sich auf das Entstehungsjahr 1858 festlegten. Juliet Wilson-Bareau lieferte eine mögliche Erklärung für die Diskrepanz zwischen dem handschriftlichen Vermerk der Ehefrau und der möglichen früheren Datierung des Bildes. Sie vermutete, Suzanne Manet habe den Text auf der Rückseite erst viele Jahre nach Manets Tod notiert. Dies sei vielleicht auf Bitte von Théodore Duret geschehen, als er das Bild 1899 erwarb. Die Erinnerungen von Suzanne Manet könnten nach so vielen Jahren ungenau gewesen sein. Für die Datierung auf 1858–1860 sprechen mehrere Argumente. Das Gemälde Distel unterscheidet sich in Malweise und Farbauswahl deutlich von den anderen 1880 in Bellevue gemalten Bildern. So zeigt das 1880 im Garten von Bellevue entstandene Bild Die Gießkanne einen wesentlich spontaneren Pinselduktus und eine farbenreichere Palette. Das Gemälde Distel weist hingegen in konventioneller Malweise und reduzierter Farbauswahl Parallelen mit anderen Bildern aus dem Frühwerk Manets auf. Seine um 1860 entstandenen Bilder standen noch deutlich unter dem Einfluss der traditionellen Malerei, die er im Atelier seiner Lehrers Thomas Couture erlernt hatte. Erst Anfang der 1860er Jahre begann er einen eigenen Malstil mit lockerem Pinselstrich zu entwickeln. Darüber hinaus sieht Wilson-Bareau die Distel als eine Vorlage, die Manet in späteren Werken wieder aufgriff und als Repoussoir-Motive einfügte. Als solches Objekt im Vordergrund tauchen Disteln oder ähnliche Pflanzen beispielsweise in den Gemälden Die Studenten von Salamanca von 1860, in Der Fischfang von 1861–1863 oder in Die überrasche Nymphe von 1859–1861 auf. In der Wuppertaler Manet-Ausstellung 2017–2018 präsentierte das Von der Heydt-Museum das Gemälde mit 1858 als Entstehungsjahr.

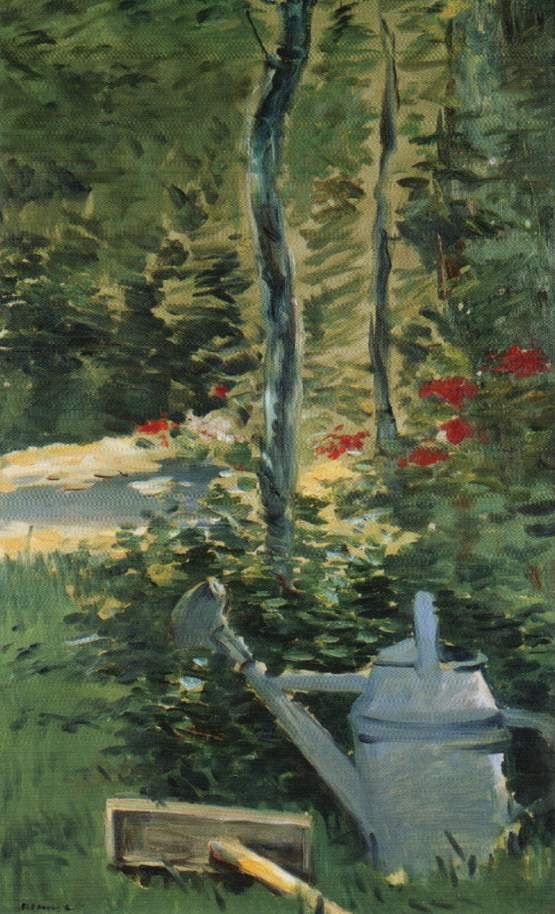
Édouard Manet: Die Gießkanne, 1880
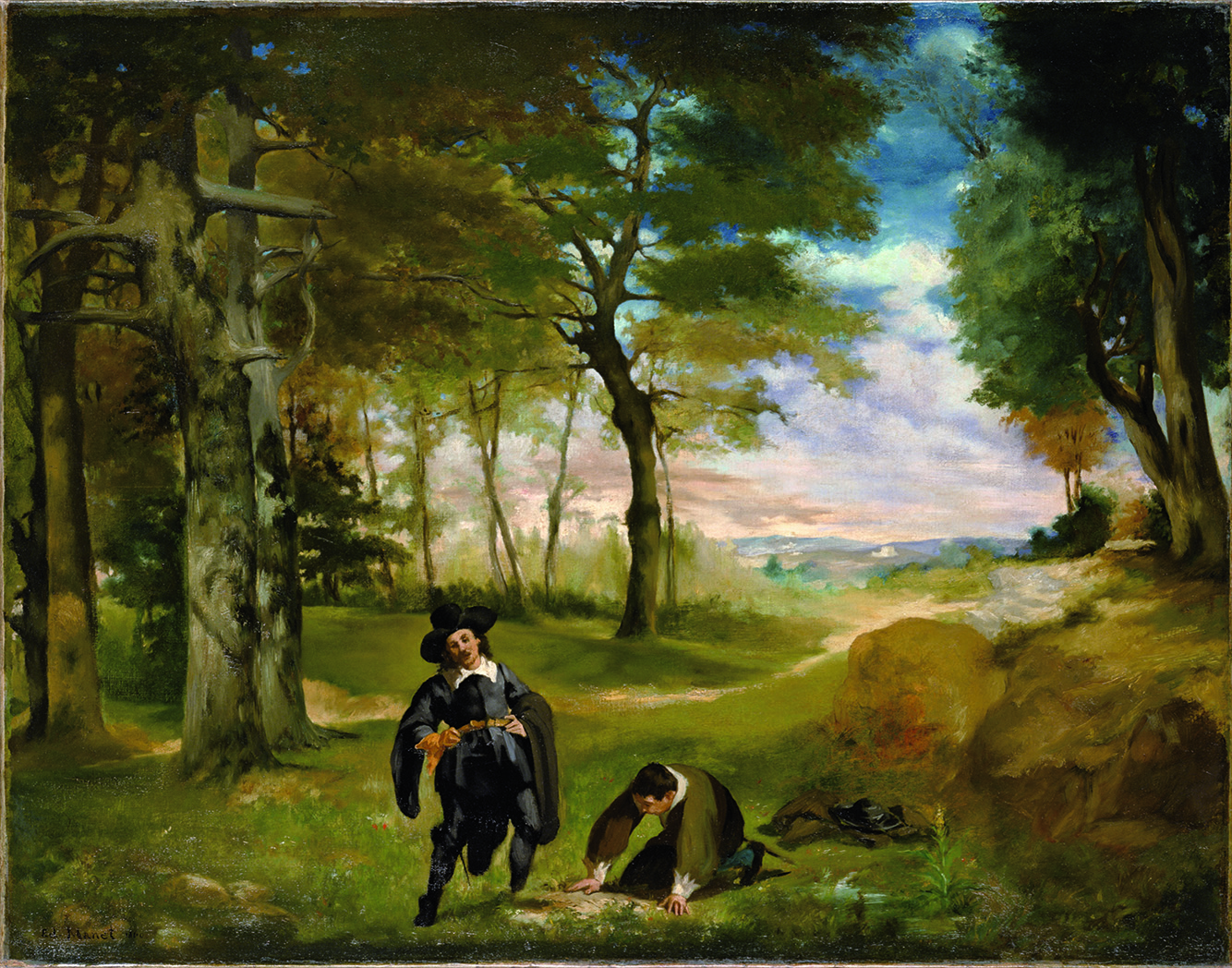
Édouard Manet: Die Studenten von Salamanca, 1860
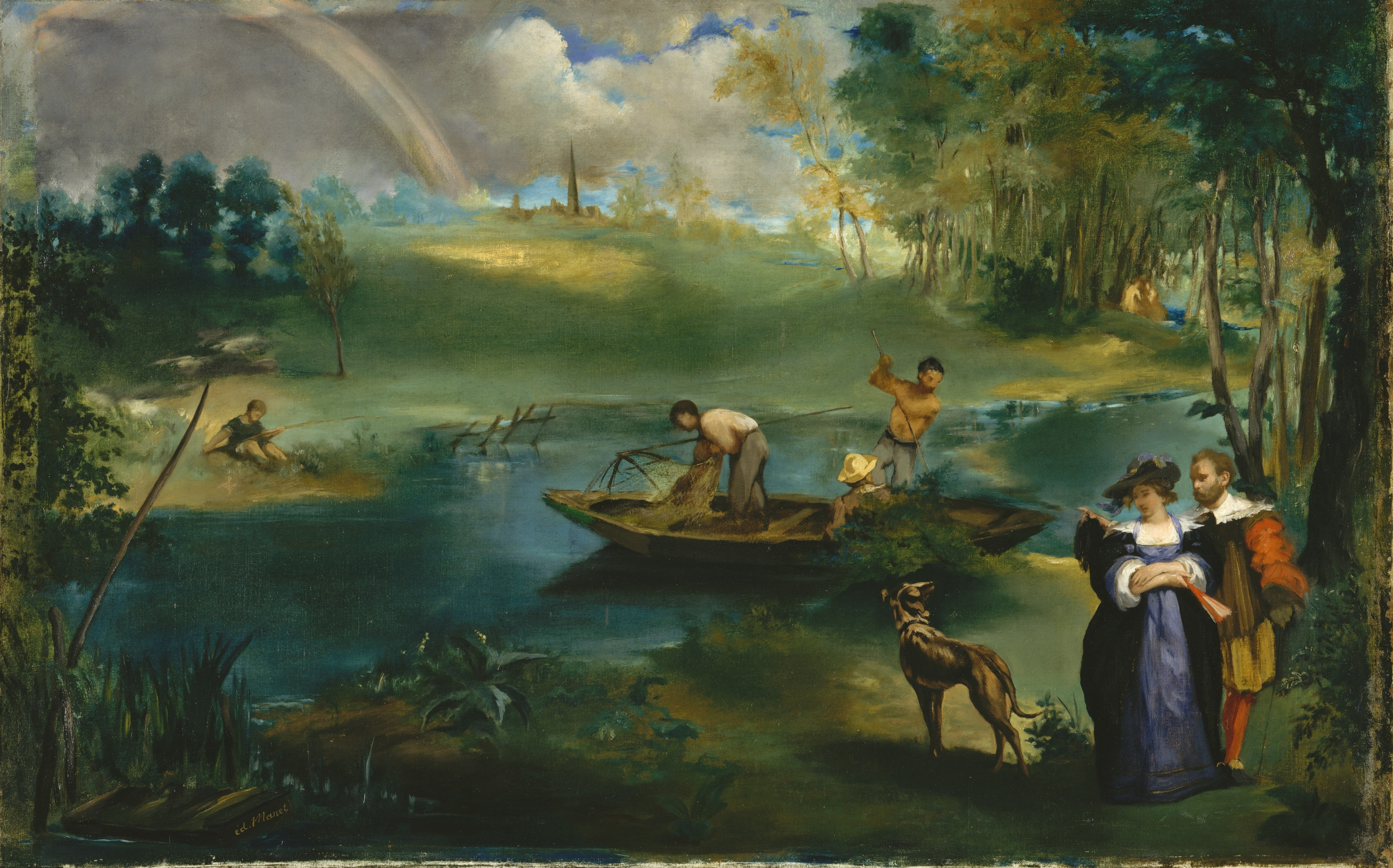
Édouard Manet: Der Fischfang, 1861–1863

## Provenienz
Nach Manets Tod 1883 legte dessen Patenkind Léon Leenhoff ein Verzeichnis der im Atelier des Künstlers befindlichen Bilder an. Das Gemälde Distel erhielt hierbei die Inventarnummer 288. Es gehörte nicht zu den Werken, die 1884 bei der Nachlassauktion von Manets Werken im Hôtel Drouot zur Versteigerung kamen. Es ist unklar, ob das Bild danach in der Familie des Künstlers verblieb, oder als Geschenk an einen Freund aus Manets Umfeld ging. Als das Bild am 18. Mai 1899 im Hôtel Drouot zur Versteigerung kam, blieb der Einlieferer anonym. Käufer des Bildes war Manets Biograf Théodore Duret. Nach seinem Tod tauchte das Bild am 1. März 1928 erneut auf dem Kunstmarkt auf – wiederum im Hôtel Drouot –, als der Nachlass Durets  versteigert wurde. Bei dieser Gelegenheit erwarb die Pariser Kunsthandlung Gérard Frères das Gemälde. Danach führte die Berliner Kunsthandlung von Justin Thannhauser das Bild in ihrem Bestand. Nächster Besitzer war der aus Wuppertal stammende Bankier Eduard von der Heydt, der das Werk 1957 dem Städtischen Museum Wuppertal (heute Von der Heydt-Museum) schenkte.